# Alan Keyes
Alan Lee Keyes, född 7 augusti 1950 i New York i New York, är en amerikansk presidentkandidat (republikan), före detta senatorskandidat och  radiopratare.
Alan Keyes föddes i New York 1950, men växte upp på militärbaser runt om i USA och Europa. Han tog sin examen i statsvetenskap vid Harvard 1972 och sin doktorsexamen vid samma universitet 1979.
Afroamerikanen Keyes politiska karriär började vid utrikesdepartementet 1978 som Jeane Kirkpatricks skyddsling. Mellan 1983 och 1985 var han USA:s FN-ambassadör i FN:s ekonomiska och sociala råd, och arbetade efter det i regeringen Reagan och som forskare vid American Enterprise Institute.
År 1988 gjorde han sitt första försök att bli senator i Maryland, men fick endast 38 procent av rösterna. Istället blev han vd för Citizens Against Government Waste, som jobbar med att uppmärksamma vad de finner vara slöseri av statliga medel.
Han valde att åter försöka vinna en plats i senaten 1992, men denna gång fick han blott 29 procent av rösterna. Alan Keyes startade då istället en egen radio-talkshow, America's Wake-Up Call: The Alan Keyes Show, och skrev böckerna Masters of the Dream och Our Character, Our Future. Hans rykte som skicklig talare gjorde att han började åka på talarturnéer, och började gästa televisionens debattprogram. År 1993 grundade han därtill Black America's Political Action Committee, som framförallt ger bidrag till konservativa afroamerikaner.
Alan Keyes har två gånger förut drivit kampanj för att nomineras till republikansk presidentkandidat, 1996 och 2000, snarast för att så att säga röra om i grytan, än med tanke på att faktiskt vinna nomineringen. År 2000 medverkade han i ett par tv-debatter med de två stora kandidaterna John McCain och George W. Bush, och imponerade stort på många politiska kommentatorer med sin skärpa och retorik. 
År 2004 efter att den republikanska senatorskandidaten i Illinois, Jack Ryan, på grund av sexskandaler varit tvungen att kasta in handduken, erböjd Republikanerna i Illinois Alan Keyes hans plats. Att vända opinionen från det demokratiska stjärnskottet Barack Obama visade sig dock för svårt, och Alan Keyes fick bara 27 procent av rösterna.
Den 5 juni 2007 bildade gruppen We Need Alan Keyes for President en kommitté för att uppmana Keyes att ställa upp i presidentvalet i USA 2008. Den 14 september 2007 meddelade Keyes i en radiointervju att han kandiderar.
Alan Keyes, som är katolik, är känd för sin starka värdekonservatism och sitt hårda motstånd mot abort och federal inkomstskatt.